# Archaediscoidea
Archaediscoidea, tradicionalmente denominada Archaediscacea, es una superfamilia de foraminíferos del suborden Fusulinina y del orden Fusulinida. Su rango cronoestratigráfico abarca desde el Viseense (Carbonífero inferior) hasta el Moscoviense (Carbonífero superior).

## Discusión
Algunas clasificaciones más recientes incluyen Archaediscoidea en el suborden Archaediscina, del orden Archaediscida, de la subclase Afusulinana y de la clase Fusulinata.

## Clasificación
Archaediscoidea incluye a las siguientes familias:
- Familia Archaediscidae
- Familia Lasoidiscidae

Clasificaciones más recientes han elevado Lasoidiscidae a la categoría de superfamilia, es decir, superfamilia Lasiodiscoidea.